# Авиньонская школа
Авиньонская школа (фр. École d’Avignon) — провансальская художественная школа, развивавшаяся в Авиньоне в XIV—XVI веках, сыгравшая важную роль в формировании французской живописи.

## Авиньон в годы пленения пап

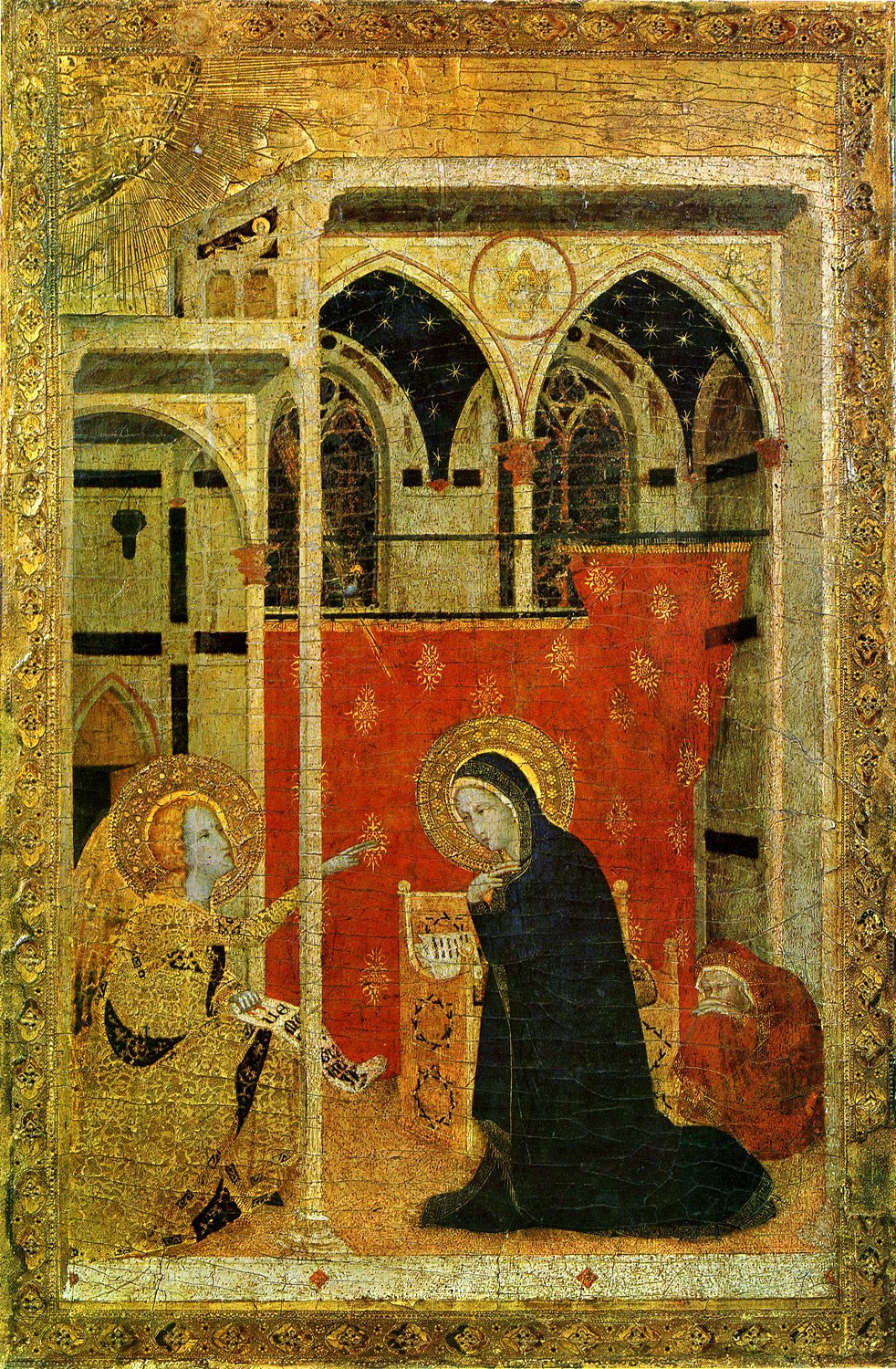
Неизвестный авиньонский художник XIV века. Благовещение. Музей Гране, Экс-ан-Прованс

В начале XIV века Авиньон уже нельзя было назвать захолустным городком: в 1303 г. папа Бонифаций VIII основал в городе университет. Однако превращение города в христианскую столицу началось только после переезда в Авиньон папской курии в связи с так называемым «авиньонским пленением». После этого значение города выросло до уровня ведущих европейских столиц — Лондона, Парижа, Барселоны, Неаполя и Праги. Многие прелаты и светские аристократы возвели здесь для себя роскошные резиденции. Один из немногих сохранившихся до наших дней образцов таких построек — главное здание «Пти Пале» (Малого дворца), находящегося на площади перед Папским дворцом. Оно принадлежало кардиналу Арно де Виа, а после его смерти с 1335 г. служило епископским дворцом. Сегодня в нём располагается замечательное собрание старинной итальянской и французской живописи. На месте старых городских церквей были воздвигнуты новые величественные храмы.
С 1337 по 1453 гг. во Франции шла Столетняя война. Авиньон находился в стороне и не пострадал от этих событий, однако в городе пришлось возвести новые городские стены для защиты от бывших военных наёмников, мародёрствовавших в сытом Провансе. В 1334—1342 гг. был возведён новый Папский дворец, более похожий на крепость. По окончании «авиньонского пленения» и возвращения папской курии в Рим в 1377 г., этот дворец в качестве своей резиденции использовали антипапы. Стены покоев и залов дворца были расписаны интернациональной группой художников, устремившихся в Авиньон в период строительного бума.

Первоначально крупный очаг искусства существовал в Авиньоне и Провансе приблизительно с 1330 г. и вплоть до начала XV в., однако как о школе, об искусстве Авиньона можно говорить лишь в отношении XV столетия. В XIV в. это был художественный центр, порождённый исключительно историческими обстоятельствами: расцвет живописи в Авиньоне был обусловлен пребыванием здесь папского двора. Авиньонское пленение пап длилось с 1326 по 1367 гг. Авиньон в это время стал одним из главных очагов европейской культуры, куда съезжались интеллектуалы и художники из всех стран. В XIV в. ведущей живописной школой была школа сиенская, поэтому к папскому двору были приглашены сиенские мастера — Симоне Мартини, Мастер кодекса св. Георгия, а затем Маттео Джованнетти, который стал придворным папским художником и работал в папском дворце и в монастыре Вильнёва в 1343—1367 гг. Технические знания и реалистические склонности итальянцев встретились здесь с декоративным вкусом и куртуазным духом французов. 

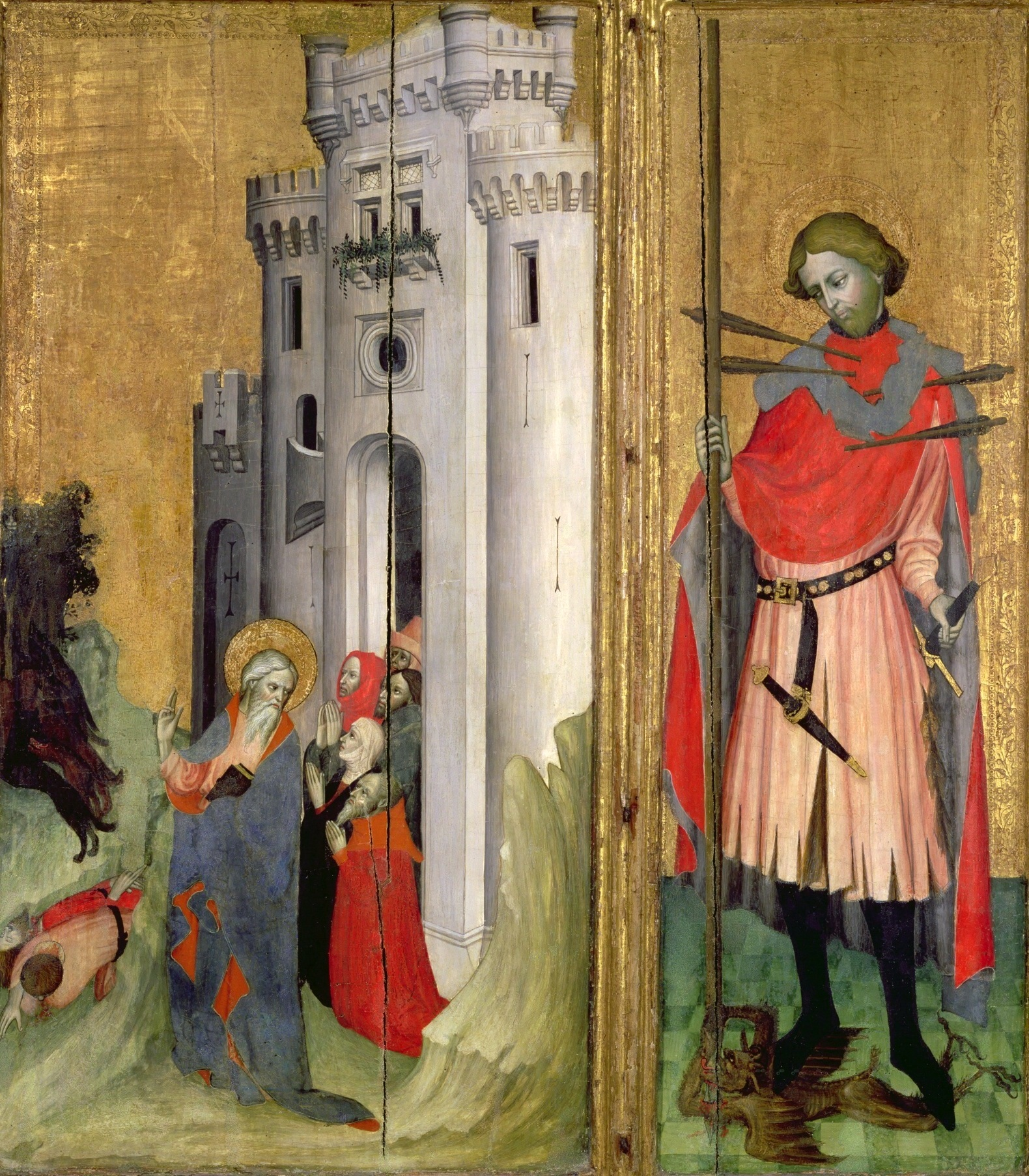
Аноним. Алтарь из Тузона. ок. 1410 г. Лувр. Париж

Фрески неизвестных художников «Охота» и «Рыбная ловля» (1342, башня Гард-Роб), являются несомненно плодом коллективного творчества и слияния двух эстетик. Но Авиньон был не только местом встречи разных по происхождению художников. Отсюда итальянские идеи распространялись на север, здесь были созданы первые элементы «интернациональной готики». Во времена Великого раскола (1378—1418) авиньонская живопись держалась силой традиции. От этого периода сохранились только фрагменты: фрески в церкви Сен Дидье в Авиньоне, исполненные под влиянием флорентийских мастеров; фрески дома Соргов (ныне — Авиньон, Пти Пале), созданные французскими художниками в подражание росписям башни Гард-Роб Местные художники на грани XIV—XV веков ищут вдохновения в сиенской живописи («Алтарь из Тузона», Париж, Лувр), или как Жак Иверни пишут в ставшей к тому времени уже архаичной манере «интернациональной готики».
После возвращения папского двора в Рим, Авиньон теряет своё значение. На рубеже XIV—XV вв. здесь работало всего несколько художников, значение которых выходило за чисто местные рамки. Но к 40-м гг. XV в. Прованс снова дал Франции крупных мастеров, написавших новую главу в истории французского искусства.

## Авиньонская школа в XV веке

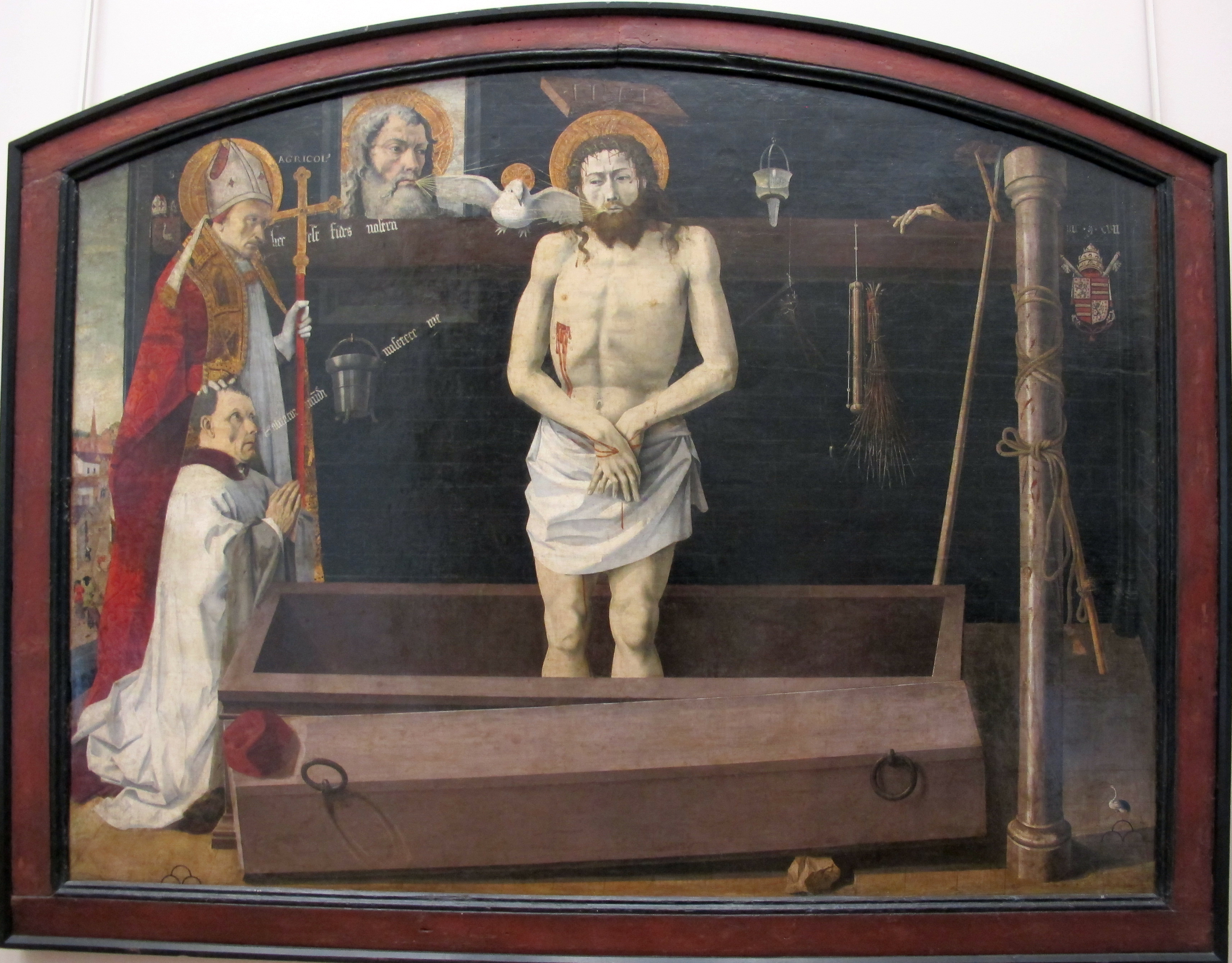
Аноним. Бульбонский алтарь. ок. 1457 г. Лувр. Париж

К середине XV в. можно говорить о сложении настоящей школы, хотя в большей степени её следует считать общепровансальской, нежели только авиньонской. В период политической стабильности и процветания, способствующих обновлению искусства, тёплый и сытый Прованс, оставшийся в стороне от опустошительной войны, принимает и объединяет художников, приехавших с севера. Подъём торговли создаёт новый художественный рынок и новую многочисленную клиентуру, не только церковную, но торговую и финансовую. Расцвет авиньонской школы пришёлся на время правления Рене Доброго, короля анжуйской династии, который был человеком творческого склада. Кроме выполнения своих королевский обязанностей, Рене был поэтом, большим эстетом, ценителем и коллекционером искусства и на досуге сам время от времени занимался живописью. Одно время даже считали, что ценные манускрипты из его коллекции были проиллюстрированы им самим. Рене был окружён художниками, которые сопровождали его в поездках, и в большой степени творческая атмосфера, царившая в Провансе, была следствием правления столь замечательной личности.

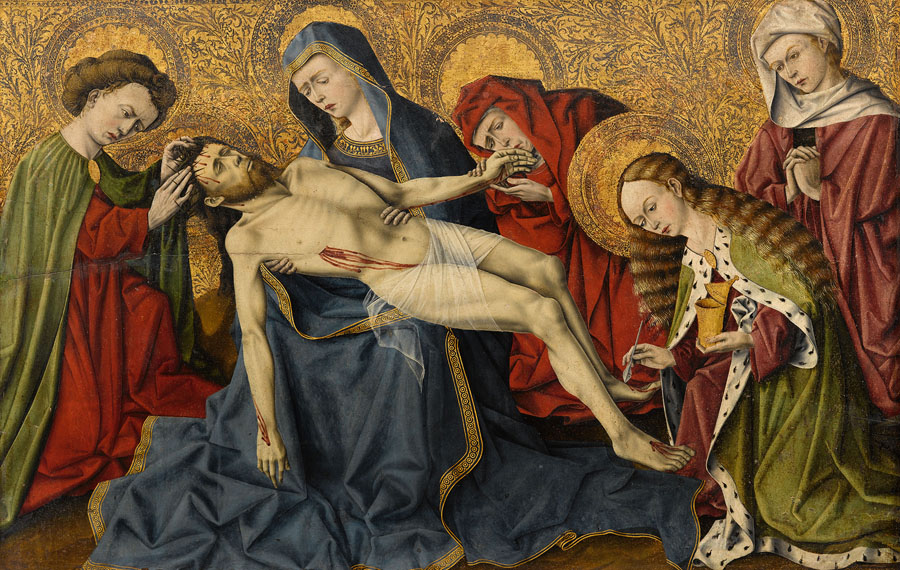
Аноним. «Пьета» из Тараскона. ок. 1456 г. Музей Клюни. Париж

Первый шедевр авиньонской школы появляется приблизительно в 1443 г., это знаменитое «Благовещение из Экса» (Экс-ан-Прованс, церковь Сен-Мари-Мадлен). Это произведение показывает главные черты, присущие Авиньонской школе: строгая композиция, упрощённые объёмы, вкус к сильному освещению, которое подчёркивает массы. Картина оказала скорое и одновременно длительное влияние на художественный процесс в Провансе. Произведения Гийома Домбе и его мастерской, а также созданные неизвестными художниками «Бульбонский алтарь» (ок. 1457 г., Париж, Лувр), и «Пьета» из Тараскона (ок. 1456 г, Париж, музей Клюни) обязаны «Благовещенью из Экса» своими типажами, рисунком и цветом. Кроме того, эта картина привила всем провансальским живописцам вкус к широте и монументальности, сведя на нет привычное нидерландское изящество. Так у художников из разных стран сложился общий стиль. Наиболее ярко этот новый стиль проявляется в середине века, в таких произведениях, как «Пьета» из Вильнёв-лез-Авиньон, приписываемая Ангеррану Картону. В этот период Авиньон вновь становится главным французским художественным центром; из архивных документов известно о большом количестве художников и созданных ими картин, которые, к сожалению, не сохранились до наших дней. Авиньонский очаг искусства, возникший на перекрёстке торговых и культурных путей, сохраняет постоянный контакт как с севером (Бургундия, Париж, Фландрия), откуда происходит большинство художников авиньонской школы, так и со средиземноморскими регионами (Неаполь, Сицилия, Испания), где в этот период можно обнаружить сходные формы и тот же дух (этому взаимовлиянию, возможно, способствовало возвращение из Неаполя в Прованс в 1442 году короля Рене). Влияние авиньонской школы в этот период носило самый широкий характер. Кроме известных имён большое количество произведений до сих пор числится за безвестными, анонимными мастерами.

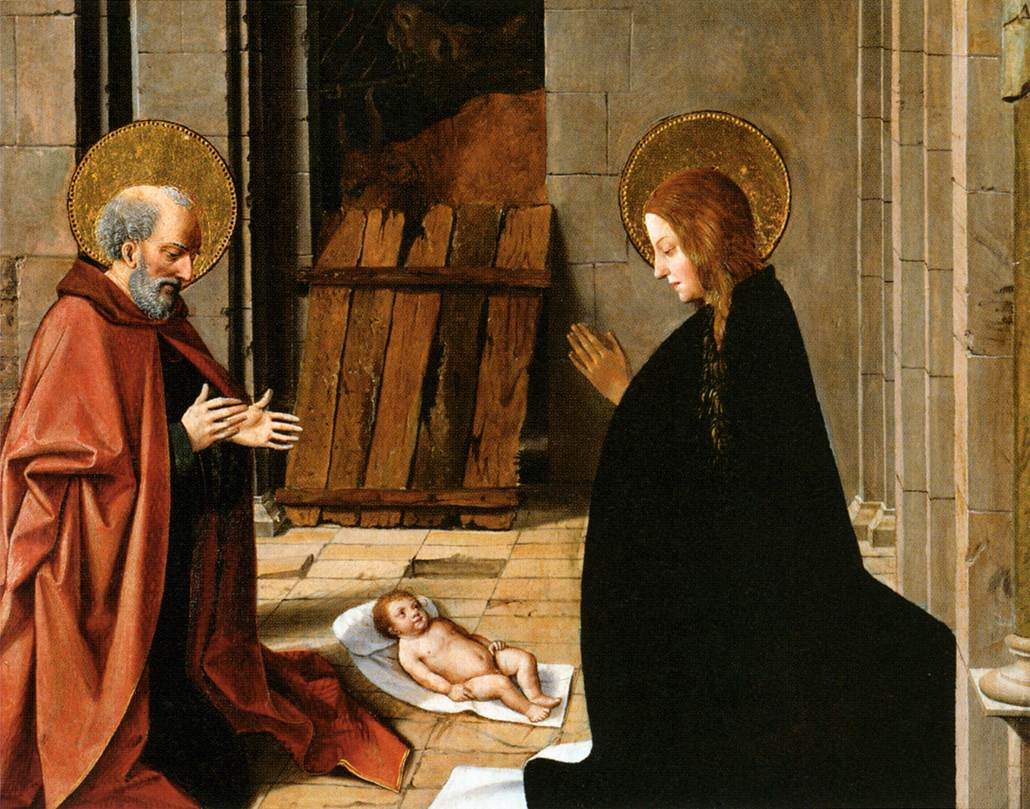
Йос Лиферинкс. Поклонение младенцу. ок. 1500 г. Лувр. Париж

В 1470-е гг. в Провансе, как и во всей Северной Европе, распространяется волна нидерландского влияния, поддержанного в частности королём Рене, который был страстным любителем нидерландской живописи. Художники (Никола Фроман, а также анонимный автор «Алтаря Перюсси», подражавшие формам и типам северной живописи, сохраняют тем не менее присущий провансальской школе твёрдый почерк. На протяжении последних двух десятилетий XV столетия новое поколение, гораздо более свободное и независимое от нидерландского влияния, воскрешает большую провансальскую традицию середины столетия, память о которой оказалась весьма живучей. Художники Шанжене, Лиферинкс и Дипр продолжают творческие поиски Мастера Благовещения из Экса и Ангеррана Картона; фигуры вновь приобретают утраченную было монументальность, формы опять становятся геометризированными и подчёркнутыми освещением. В самом конце XV в. Прованс оказывается в центре уже других влияний, особенно активных из северной Италии (Лигурия, Пьемонт, Ломбардия). В этот период северо-итальянские и провансальская школы ещё не утратили внутренней энергии развития, однако с начала XVI в. Прованс в своём художественном развитии начинает быстро отставать от итальянского Возрождения, чуждого ему по духу. «Поклонение младенцу» (Авиньон, музей Кальве) — единственный пример использования уроков Леонардо да Винчи. Эта картина символизирует собой, по сути, конец Авиньонской школы, которая в XVI в. станет уже полностью провинциальной, и будет находиться далеко в стороне от новаторских течений.

## Художники
- Симоне Мартини (сиенская школа)
- Джованнетти, Маттео (сиенская школа)
- Мастер кодекса св. Георгия (сиенская школа)
- Иверни, Жак
- Мастер Благовещения из Экса
- Бартелеми д'Эйк
- Картон, Ангерран
- Домбе, Гийом
- Фроман, Никола
- Шанжене, Жан
- Лиферинкс, Йос
- Дипр, Никола